# MS Częstochowa
MS Częstochowa – polski statek drobnicowiec, typu "B-45, z serii "Kraków" liczącej dziewięć statków, o nośności 5320 DWT, przeznaczonych na linię zachodnio-afrykańską. Motorowiec nazwany na cześć Miasta Częstochowa.

## Historia
Zbudowany w Stoczni im. Adolfa Warskiego w Szczecinie w czerwcu 1966 roku, dla PLO, z przeznaczeniem  na linię zachodnio-afrykańską, na której wykonał 57 rejsów.
Statki tej serii odpowiadały parametrami sprawdzonej na tej linii serii B-55, znanej też pod nazwą "serii -ica", od nazw statków kończących się na tę sylabę, np. "Krynica".
Posiadały jedną ładownię chłodzoną, regulowaną wilgotność na międzypokładach oraz klimatyzowane pomieszczenia dla załogi i pasażerów.  
W lutym 1970 r. statek miał awarię śruby i jej wału w porcie Calabar nad Zatoką Gwinejską, w wyniku nieudanego manewru podejścia do nadbrzeża. Podjęta została decyzja przeholowania go do Polski przez holownik oceaniczny Polskiego Ratownictwa Okrętowego "Jantar". Na Zatoce Biskajskiej, w warunkach ciężkiego sztormu, statek zerwał się z holu i o mało nie rozbił się na skałach Bretanii. Ocalał w wyniku ryzykownej decyzji kpt. ż.w. Chudeckiego, który pomimo uszkodzonego układu napędowego uruchomił go na krótki czas, co pozwoliło nieco odejść od brzegu, odległego niewiele ponad 1 milę morską, co umożliwiło nie mniej ryzykowne podejście "Jantara" z nowym holem.  
W sierpniu 1984 roku statek został skreślony z listy ewidencyjnej i sprzedany stoczni złomowej.
W ramach tej serii powstały również MS Kraków (1966), MS Łódź (1966), MS Lublin (1966), MS Rzeszów (1966), MS Toruń (1966), MS Radom (1967), MS Warszawa (1967), MS Gdynia II (1967), MS Gliwice II (1967).